# 凍結 (电视剧)
《凍結》（韓語：프리즈）是一齣100%先製後播的Cinematic Drama於2006年10月27日開始播放短篇電視劇。

## 劇情介紹
人們永遠渴望長生不老與青春永駐，但如果真正成為吸血鬼，你就會知道永遠的不老不死實際上是多麽的寂寞和痛苦。深爱的人明明就在你身邊，但你卻無法阻止她容颜老去最終化為塵埃，而明明曾經和她海誓山盟的你，卻依然如故，就連希望離開這個人世都做不到。今年已經三百九十歲的朴中原(李瑞鎮飾)就是一隻吸血鬼，他總是在完全没有力氣的時候，才在深愛他的梨花(孫泰英飾)的逼迫下喝血。中原和梨花實際上本來是一對深愛著彼此的戀人，但.隨著漫長时間的推移，對“吸血鬼”的憎惡令他同時也對梨花產生了反感。某天一向緊閉心扉的中原邂逅了過去曾經愛過的女人的女兒智友(朴韓星飾)，本來不想管這個刁鑽古怪的小丫頭，但智友就是有辦法纏上這個“自己母親戀人的兒子”。常言道愛情没有界限，所以一個三百九十歲的老吸血鬼，最終居然和一個十九歲的小丫頭墜入了情網。原本打算永生永世守著中原的梨花，因此對中原越來越怨恨。但中原是吸血鬼而智友只不過是個生命短促的人類，他們最終一定不能在一起，屆時這段三角戀又將恢復成自己和中原的永世之戀。梨花一直這樣堅信著，但最後卻却還是把結束吸血鬼生命的方法，告訴了中原…

## 演員陣容

### 主要人物
| 演員   | 角色   | 介紹 |
| 李瑞鎮 | 朴中原 | 1615年生 390歲的吸血鬼 1645年以人身死亡，360年前將深愛的梨花從死亡的危機中丞救過來，懷着比死亡更大的痛苦，開始了吸血鬼的生活。為了活命，為了喝血，他殺了自己的妹妹，從此更恨讓自己變成吸血鬼的梨花和吸血鬼生活。 不向任何人敞開心扉，日復一日年復一年都毫無意義地度過，有一天，突然而至的一封信打亂了他的日常生活.....                                                                                    |
| 朴韓星 | 金智友 | 1986年生 19歲 小時候不知道喝醉的爸爸為什麼總是為難媽媽？為什麼否定自己是他的親生女兒.... 沒有時間怨恨突然離家出走的爸爸，媽媽已經病倒了，她很努力地握着不想放開的手，卻悄悄地滑落，走向了遙遠的地方..... 媽媽的葬禮上出現了和媽媽非常珍惜的已曝光的結婚照上的男人長得非常相似的中原.... 和媽媽的愛人長得相似的男人，通過中原開始體驗特別的19歲之冬.....                                                   |
| 孫泰英 | 梨花   | 不知道準確年齡的吸血鬼，只知道比中原大 認為吸血鬼比人更高級，對此懷有自豪感的女人，對世界沒有興趣，但對時尚極其敏感。 嘲弄覬覦着自己身體的充滿貪慾的男人，並似乎樂在其中，其實在內心里執着地深愛着一個男人，但表面上絕不展現其堅強一面的女人。 對為了心愛的女人而要成為吸血鬼的中原，強忍心痛分享血液，讓其變成吸血鬼，只是以這種方式將他留在自己身邊，以便時刻見到他，守了360年的愛情，直到死都想守..... |

### 其他人物
- 李俊
- 金光奎
- 殷珠熙（朝鲜语：은주희）
- 李尚贤

## 外部連結
- 凍結 DAUM
- 凍結 NAVER 